# Helicobacter
Helicobacter är ett släkte av gramnegativa bakterier med spiralform.